# Canonada multicapa

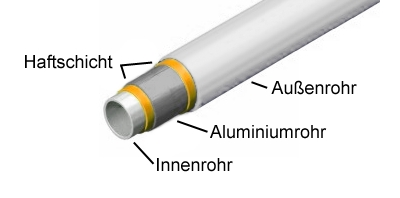
Secció d'una canonada composta de múltiples capes.

La canonada multicapa o PAP és un sistema integrat de canonades en polietilè reticulat amb ànima d'alumini (PE / Al / PE-X).
El tub és utilitzable per al subministrament d'aigua freda i calenta en instal·lacions de lampisteria, calefacció i sòl radiant.

## Components
El tub és de construcció híbrida, metall i termoplàstic, configurat per tres capes estructurals: polietilè (PE), alumini (Al) i polietilè (PE) i dues capes intermèdies adhesives per cohesionar el conjunt.
- PE-X: La capa interior és la que està en contacte amb el fluid, el Polietilè Reticulat (PE-X) és un material capaç de suportar temperatures fins a 95º C.[4]
- AL: La làmina d'Alumini (Al) pot estar soldada («head-to-head») a testa o solapada, per làser, la qual cosa garanteix una capa contínua i homogènia que garanteix la mateixa espessor en qualsevol secció.[4]
- PE: La capa protectora exterior de Polietilè (PE) dona cohesió i uniformitat al tub.
- PE-RT: Es pot aplicar també aquest tipus de polietilè (Polyethylene Raised Temperature), que suporta les mateixes temperatures quan es fa per extrusió conjunta amb alumini.[4]